# Abell 68
Abell 68 è un ammasso di galassie situato in direzione della costellazione dei Pesci alla distanza di oltre 2,8 miliardi di anni luce dalla Terra.
È inserito nell'omonimo catalogo compilato da George Abell nel 1958. Ha una classe di ricchezza 1 (da 50 a 79 galassie), mentre è del tipo II-III secondo la Classificazione di Bautz-Morgan.
Il Telescopio spaziale Hubble ne ha colto l'immagine nel 2013. Sono visibili vari fenomeni di lente gravitazionale che permettono di individuare galassie remote che appaiono ingrandite e deformate. In particolare in alto a sinistra dell'immagine una di queste galassie ricrea le sembianze di un alieno del videogioco Space Invaders, in voga alla fine degli anni 70.